# 菊池淡水 (肥後人吉藩士)
菊池 淡水（きくち たんすい、天保14年（1843年）12月 - 明治45年（1912年）6月11日）は、幕末・明治期の人吉藩士、球磨郡会議長。西南戦争では人吉隊二番隊小隊長として約50名を引き連れて各地を転戦した。本名は万之助、号は淡水。

## 経歴
肥後国人吉藩の家老・菊池衛士の息子として生まれる。
藩主の相良頼基（遠江守）に江戸留学命ぜられ、明治2年（1869年）4月に後期新銭座の慶應義塾に入学する。在学中に同じ肥後国出身の加賀慎三郎、日野熊蔵（義六郎）、西道庵、山北寛之助、米良益三、内田政次郎らと親交を深めて尊王攘夷思想に開眼する。更に慶應義塾で中津藩の増田宋太郎を知る。
明治10年（1877年）に西南戦争が勃発すると帰郷する。植木の戦いで初陣を迎えるが、人吉一番隊長・神瀬鹿三が即日戦死した。すぐさま菊池が人吉二番隊を編成し、更に小隊長とする人吉三番隊（半隊長・加賀慎三郎、分隊長・赤坂孫六）を結成した。吉次峠ではさらに延岡隊（1000名）、高鍋隊、熊本隊（実学党は加担しなかった）、竜田隊、薩摩軍が到着して参戦、一進一退の膠着状態に陥り、両軍ともに死傷者が続出した。
薩摩軍の本部が人吉まで後退し、永国寺に本部を移し、西郷隆盛が指揮を担当した。しかし、人吉城が陥落すると菊池は単独で球磨郡大瀬、五木、平瀬、折立等の各地を転戦、その勇奮は官軍に知れ渡った。更に、菊池は薩摩軍の本隊に帰順して別働隊に編入した。しかし、官軍側にあった新宮簡は、人吉隊に帰順を促し、6月4日に人吉隊は木上村の官軍選抜本営に至って、ことごとく降伏した。菊池は宮崎地方で捕えられ、岩手監獄で服役した。
明治12年（1879年）に出獄し、球磨郡書記、郡会議員を経て議長となる。のち熊本県会副議長、球磨郡教育会長となった。更に子爵・相良家の家令に任ぜられた。